# Hamza Sanhaji
Hamza Sanhaji (arab. ‏حمزة صنهاجي‎; ur. 22 kwietnia 1994 w Casablance) – marokański piłkarz, grający na pozycji środkowego napastnika. Od 22 stycznia 2022 roku pozostaje bez klubu. Posiada również obywatelstwo Kataru.

## Kariera klubowa
Hamza Sanhaji zaczynał karierę w szkółce Wydadu Casablanca.
1 lipca 2012 roku wyjechał do Kataru, do Al Sadd. Zadebiutował tam 17 stycznia 2014 roku w meczu przeciwko Al-Ahli SC, zremisowanym bezbramkowo. Wszedł na ostatnie 28 minut spotkania. W sezonie 2013/2014 zagrał jeszcze jedno spotkanie, również jako zmiennik. W sezonie 2014/2015 strzelił swoją pierwszą bramkę. 17 października 2014 roku również w meczu przeciwko Al-Ahli SC, strzelił gola w 78. minucie, 13 minut po wejściu na boisko.
1 lipca 2016 roku został wypożyczony do El-Jaish SC. Zadebiutował tam 18 września 2016 roku w meczu przeciwko Al-Wakrah SC, wygranym 2:1. 4 dni później strzelił swojego pierwszego gola, w meczu przeciwko Al-Arabi SC, wygranym 3:4. Hamza Sanhaji do siatki trafił w 40. minucie. Łącznie rozegrał tam 6 meczów i strzelił jednego gola.
31 grudnia 2016 roku powrócił z wypożyczenia. Wtedy też zaliczył swoją pierwszą asystę w tym klubie, 22 stycznia 2017 roku w meczu przeciwko Muaither SC, wygranym 1:6. Hamza Sanhaji najpierw strzelał gole – w 25. i 58. minucie, a asystował przy bramce w 92. minucie meczu. Łącznie rozegrał tam 34 ligowe mecze, strzelił 13 goli i zanotował 3 asysty.
14 lipca 2017 roku został wypożyczony do KAS Eupen. Zadebiutował tam 30 września 2017 roku w meczu przeciwko KRC Genk, zremisowanym 3:3. Wszedł na boisko w 94. minucie meczu. To był jego jedyny mecz w Belgii.
17 stycznia 2018 roku został wypożyczony do Difaâ El Jadida. Zadebiutował tam 14 lutego 2017 roku w meczu przeciwko Chababowi Atlas Khénifra, zremisowanym 3:3. Pierwszą i jedyną asystę zaliczył 24 marca 2017 roku w meczu przeciwko Chababowi Rif Al Hoceima, wygranym 3:1. Asystował przy bramce Ayouba Nanaha w 31. minucie. Łącznie w El Jadidzie rozegrał 9 meczów i raz asystował.
30 czerwca 2018 roku powrócił do Al Sadd, ale dzień później został wykupiony przez inny klub z Kataru – Al Markhiya SC.
30 listopada 2020 roku został zawodnikiem Mouloudii Wadżda. Zadebiutował tam 2 stycznia 2021 roku w meczu 1. rundy Pucharu Maroka z Ittihadem Tanger, przegranym 3:0. To był jego jedyny mecz w Wadżdzie.
9 lutego 2021 roku powrócił do Azji, trafił do Bahrajnu, do Al-Ahli Manama.
11 września 2021 roku trafił do Al-Zawraa. Współpracę z irackim klubem zakończył 22 stycznia 2022 roku.